# Grand Parc des Docks de Saint-Ouen
Le Grand Parc des Docks de Saint-Ouen est un espace vert public de 12 hectares à Saint-Ouen-sur-Seine, ouvert dans sa totalité le 7 décembre 2013. Le Grand Parc est géré par l'établissement public territorial Plaine Commune. Le parc a été créé de toutes pièces dans le cadre de l'aménagement de la ZAC des Docks sur une partie des Docks de Saint-Ouen.

## Présentation
Le parc est composé d'une grande pelouse de 9 000 m2, d'une prairie de 5 000 m2, de bassins et 2 000 m2 d'aires de jeu. Une serre pédagogique de 1 400 m2 gérée par la ville de Saint-Ouen complète les équipements.
En 2022, la mairie de Saint-Ouen signe une convention Refuges LPO/Collectivités pour 4 ans.

## Équipements
- Serre pédagogique
- Skate-park
- Prairie
- Château de Saint-Ouen
- Musée
- Conservatoire
- Jeux pour enfants
- Amphithéâtre
- Jardins partagés (5 000 m²)
- cascades d'eau
- poulailler de Wangari

## Histoire
Une première partie de 5 hectares est ouverte le 9 juin 2013. Le 7 décembre 2013, c'est la totalité du parc qui ouvre.
La parc a été conçu par l'Agence Ter, paysagistes-urbanistes à Paris et le BERIM, bureau d'études technique à Pantin, à l'issue d'un concours de maîtrise d'œuvre gagné en 2010 et organisé par l'aménageur de la ZAC, Séquano Aménagement.

## Accès
- Accès principal : 32 rue Albert Dhalenne
- Rue de la Clef des Champs
- Cours des Bâteliers
- Quai de Seine (près du Pont de Saint-Ouen)